# 595. grenadirski polk (Wehrmacht)
595. grenadirski polk (izvirno nemško 595. Grenadier-Regiment; kratica 595. GR) je bil pehotni polk Heera v času druge svetovne vojne.

## Zgodovina
Polk je bil ustanovljen 15. oktobra 1942 s preimenovanjem 595. pehotnega polka; dodeljen je bil 327. pehotni diviziji.
2. novembra 1943 so polk razpustili.